# Vitamin B
Vitamin B ist die Bezeichnung für eine Vitamingruppe, in der acht wasserlösliche Vitamine zusammengefasst sind, die alle als Vorstufen für Koenzyme dienen. Es sind chemisch und pharmakologisch völlig verschiedene Substanzen. Die 
Vitamine der B-Gruppe (genannt auch B-Vitamine) stellen somit keine einheitliche Klasse dar. Die Nummerierung ist nicht durchgehend, weil sich bei vielen Substanzen, die ursprünglich als Vitamine galten, der Vitamincharakter nicht bestätigen ließ.
Die B-Vitamine kommen in tierischen und pflanzlichen Lebensmitteln vor (z. B. in Fisch, Leberprodukten, Milchprodukten, Broccoli, Spinat, Grünkohl und im Getreidekorn). Davon ausgenommen ist Vitamin B12, das nur wenig in pflanzlichen Lebensmitteln enthalten ist und anders als die anderen wasserlöslichen Vitamine für längere Zeit im Körper gespeichert werden kann.

## Geschichte
Anfang des 20. Jahrhunderts untersuchte man den Einfluss unterschiedlicher Diäten auf das Wachstum von Säugetieren wie Ratten und Mäusen. 1912 wurde von Gowland Hopkins entdeckt, dass ein Mangel essenzieller Verbindungen, die er „accessory food factors“ nannte, zu erheblichen Wachstumsstörungen führte. Er vermutete einen Zusammenhang von Unterversorgung mit diesen Stoffen und ähnlichen Gesundheitsproblemen auch beim Menschen, untersuchte dies aber nicht weiter.
1912 beschäftigte sich auch der polnische Biochemiker Casimir Funk intensiv mit der Isolierung des Wirkstoffes gegen die Vitaminmangelkrankheit Beriberi, eine bis dahin unerklärliche neue Krankheit, die in Japan und auf Java auftrat. Diese Krankheit trat erst auf, nachdem man in diesen Ländern europäische Reisschälmaschinen eingeführt hatte. Es wurde eine Mangelkrankheit vermutet. Der japanische Arzt Takaki Kanehiro konnte die Krankheit heilen, indem er dem Reis die entfernte Reiskleie wieder zuführte. Casimir Funk isolierte 1914 aus Reiskleie einen Stoff, der die Mangelkrankheit heilen konnte. Die Analyse der Verbindung zeigte, dass es sich um eine stickstoffhaltige Verbindung, ein Amin handelte. Auf Grund dieser Befunde schlug Funk das Kunstwort Vitamine (vita-das Leben und Amine) vor.
1913 gelang es Elmer McCollum zusammen mit Marguerite Davis – und unabhängig davon Lafayette Mendel mit Thomas Osborne – das fettlösliche Retinol zu isolieren. 1916 führte McCollum die Kategorisierung von Vitaminen nach Buchstaben ein, in der er Retinol als „fat-soluble A“ bezeichnete. Zudem benannte er einen ähnlich essenziellen Stoff, den er aus Weizen- und Reiskleie extrahiert hatte, als „water-soluble B“. Später wurde „fat-soluble A“ dann kurz zu „factor A“.
1920 wurden aus „factor A“ und „factor B“ die Bezeichnungen Vitamin A bzw. B, unter Anlehnung des bereits von Casimir Funk geprägten Begriffes. McCollum zeigte später, dass Vitamin B keine einzelne Komponente, sondern ein Komplex war.

## Die einzelnen B-Vitamine
- Vitamin B1 ist Thiamin (Aneurin). Es besteht aus zwei heterozyklischen Ringen, einem Pyrimidin-Ring und einem Thiazol-Ring, die durch eine Methylengruppe miteinander verbunden sind. Die aktive Form des Vitamin B1 ist das Thiamindiphosphat (auch Thiaminpyrophosphat, TPP), das als Koenzym (Cocarboxylase) bei der Übertragung von Hydroxyalkyl-Resten (aktiven Aldehyd-Gruppen) mitwirkt. Die wichtigsten Reaktionen dieser Art sind die oxidative Decarboxylierung von 2-Oxosäuren und die Transketolase-Reaktion im Hexose-monophosphat-Weg. Thiamin wurde vor etwa 100 Jahren als erstes Vitamin entdeckt. Ein Mangel an Vitamin B1 führt zu Beriberi, einer Erkrankung, die durch neurologische Störungen, Herzinsuffizienz und Muskelatrophie gekennzeichnet ist. Zudem kann er das amnestische Syndrom verursachen, eine bei Alkoholikern häufig beobachtete Form der Amnesie (Gedächtnisstörung).
- Vitamin B2 ist Riboflavin (Lactoflavin), welches als Vorstufe im „gelben Atmungsferment“[2] für Flavin-Coenzyme dient.[3]
- Vitamin B3 ist Nicotinsäure (Niacin). Niacin spielt beim Ab- und Aufbau von Nährstoffen, bei der Verdauung, der Hormonbildung und der Durchblutung eine Rolle. Ein Niacin-Mangel (etwa bei Pellagra) ist in Deutschland selten.[4]
- Vitamin B5 ist Pantothensäure, die für den Auf- und Abbau von Kohlenhydraten, Fetten und die Synthese von Cholesterin eine bedeutende Rolle spielt.[5][6]
- Vitamin B6 ist eine Sammelbezeichnung für Pyridoxin, Pyridoxamin und Pyridoxal sowie deren phosphorylierte Derivate. Die aktive Form dieser Verbindungen ist Pyridoxalphosphat, das wichtigste Coenzym des Aminosäure-Stoffwechsels. Fast alle Umwandlungsreaktionen von Aminosäuren benötigen Pyridoxalphosphat, darunter Transaminierungen, Decarboxylierungen, Dehydratisierungen u. a. Auch Glycogenphosphorylase, ein Enzym des Glycogen-Abbaus, enthält Pyridoxalphosphat als Kofaktor. Ein B6-Mangel ist selten.
- Vitamin B7 bzw. B8, auch Vitamin H ist Biotin, welches als Kofaktor verschiedener Carboxylase-Enzyme für den Auf- und Abbau von Kohlenhydraten, Fetten und Eiweißen unerlässlich ist.[7]
- Vitamin B9, auch Vitamin B11 oder Vitamin M ist Folsäure bzw. Folat. Folate sind an vielen Stoffwechselprozessen beteiligt und besonders bei Zellteilungs- und Wachstumsprozessen von großer Bedeutung (Vgl. auch Folinsäure). Gemäß der Nationalen Verzehrsstudie II nehmen mehr als 50 Prozent der Deutschen die empfohlene Menge von 300 Mikrogramm pro Tag zu sich, aber auf der Basis von Lebensmittelverzehrdaten können keine zuverlässigen Aussagen über die Folatversorgung getroffen werden.[8]
- Vitamin B12 sind Corrinoide, die qualitativ die biologische Aktivität von Cobalamin aufweisen (antiperniziöses Vitamin). Es ist einer der komplexesten niedermolekularen Naturstoffe. Den Kern des Moleküls bildet ein Tetrapyrrol-System (Corrin) mit einem Cobalt-Ion als Zentralatom. Das Vitamin wird ausschließlich von Mikroorganismen synthetisiert. Es findet sich besonders in Leber, Fleisch, Eiern, Milch und Algen, dagegen kaum in Pflanzenprodukten (Vorkommen). Die Darmflora des menschlichen Dickdarms synthetisiert zwar Vitamin B12, welches jedoch an dieser Stelle nicht mehr aufgenommen werden kann und unverwertet ausgeschieden wird. Somit sollten strikte Veganer das Vitamin künstlich zuführen und ihren Wert regelmäßig überprüfen lassen. Cobalamin kann im Dünndarm nur resorbiert werden, wenn die Magenschleimhaut den sog. intrinsischen Faktor (ein Glycoprotein) sezerniert, welches das Cobalamin (den extrinsischen Faktor) bindet und dadurch vor dem Abbau schützt. Im Blut ist das Vitamin an ein besonderes Protein, das Transcobalamin, gebunden. Die Leber kann Vitamin B12 in begrenzter Menge speichern, die für mehrere Monate bis zu 5 Jahren ausreicht. Für gesunde Nicht-Veganer sind Vitamin-B12-Präparate meistens nutzlos, da ein Überschuss ungenutzt ausgeschieden wird. Ein Mangel an Vitamin B12 beruht meist auf dem Fehlen des intrinsischen Faktors und der dadurch ausgelösten Resorptionsstörung. Die Folge davon ist eine verhinderte Blutbildung, die sog. perniziöse Anämie, sowie neurologische Störungen (funikuläre Myelose). Derivate des Cobalamins sind im tierischen Stoffwechsel vor allem an Umlagerungsreaktionen beteiligt. Sie fungieren z. B. als Koenzym bei der Umwandlung von Methylmalonyl-CoA zu Succinyl-CoA und bei der Bildung von Methionin aus Homocystein. In Prokaryoten wirken Cobalamin-Derivate auch bei der Reduktion von Ribonukleotiden mit.

Eine Tabelle mit Angaben zu Wirkungen, Vorkommen, Tagesbedarf und Mangelerscheinungen findet sich im Artikel Vitamin, Abschnitt Vitaminbedarf und Vorkommen.

## Verwandte Verbindungen und vitaminähnliche Substanzen
Viele der folgenden Substanzen wurden als Vitamine bezeichnet, da früher fälschlicherweise angenommen wurde, dass sie solche sind. Sie werden jedoch nicht mehr als solche betrachtet. Die ihnen zugewiesenen Zahlen bilden nun die Lücken in der Reihe der oben beschriebenen B-Komplex-Vitamine. Die Vitamine B4, B13 und B15 zählen heute zu den vitaminähnlichen Substanzen und werden als Vitaminoide bezeichnet, wozu auch andere Substanzen gehören.
- Vitamin B4 ist die vom menschlichen Organismus synthetisierbare vitaminähnliche Substanz Cholin, die, als sie noch fälschlich als Vitamin galt, als B4 bezeichnet wurde.
- Vitamin B8 ist eine gelegentlich verwendete Bezeichnung für Inosit.
- Vitamin B10 ist eine frühere (fälschliche) Bezeichnung für p-Aminobenzoesäure (PABA), eine organische Carbonsäure.
- Vitamin B13 ist die Orotsäure und wurde früher zu den Vitaminen gezählt, da man davon ausging, dass Orotsäure lebensnotwendig sei. Orotsäure hat viele Funktionen im Organismus. Ähnlich wie beim Cholin (Vitamin B4) kann Orotsäure in kleineren Mengen im Körper selbst synthetisiert werden, muss aber für eine tägliche Bedarfsdeckung durch Nahrung aufgenommen werden.
- Vitamin B14 wurde Ende der 1940er Jahre als Metabolit des Xanthopterin angekündigt,[9] dies wurde aber 1951 widerrufen.[10] Das angebliche Vitamin wurde nie dargestellt.[11]
- Vitamin B15 ist das Natriumsalz der Pangamsäure und wurde früher zu den Vitaminen gezählt, bis man feststellte, dass der menschliche Organismus es in ausreichender Menge selbst produzieren kann. Der physiologische Wirkmechanismus ist nicht eindeutig geklärt.
- „Vitamin B17“ ist kein Vitamin, auch kein Stoff, der früher zu den Vitaminen gezählt wurde, sondern ein irreführender Name für ein blausäureabspaltendes Glykosid mit der Bezeichnung Amygdalin (eine ausführliche kritische Betrachtung der missbräuchlichen Verwendung ist bei Amygdalin abgehandelt).